# برج الجوهرة (لندن)
برج الجوهرة هي أحد المواقع الباقية من قصر وستمنستر في لندن، والذي يعود للقرن الرابع عشر الميلداي. بني بين عامي 1365 و1366 بتوجيهات من وليام سليفورد وهنري دي إيفيل، ليكون موقعاً لحفظ كنز إدوارد الثالث ملك إنجلترا الشخصي. البرج عبارة عن بناء حجري مكون من ثلاثة طوابق، يحتل جزءاً منعزلاً من القصر، وكان محمياً بخندق مائي يرتبط بنهر التيمز. يتميز الطابق الأرضي بوجود نقوش منحوتة في القبو، وصفها المؤرخ جيريمي آشبي بأنها «تحفة معمارية». استمر استخدام البرج لتخزين كنز الملك وممتلكاته الشخصية حتى عام 1512، عندما تسبب حريق في القصربنقل بلاط الملك هنري الثامن ملك إنجلترا إلى وايت هول.
في نهاية القرن السادس عشر الميلادي، بدأ مجلس اللوردات استخدام القصر لتخزين سجلات البرلمان، وبناء منزل بجواره لاستخدام كاتب البرلمان، تبع ذلك إجراء تحسينات شاملة عام 1621. استمر استخدام البرج كمكتب لسجلات مجلس اللوردات خلال القرن الثامن عشر، ونفّذت كجموعة من التجديدات وأعمال البناء لتحسين إمكانيات إطفاء الحرائق وتحسين وسائل الراحة فيه، فكان نتيجة ذلك المظهر الحالي للبرج. عام 1834، كان البرج أحد أربعة مبانٍ فقط نجت من حريق البرلمان، وفي أعقاب ذلك تم نقل السجلات إلى برج فكتوريا الذي بني لهذا الغرض تحديداً، أي أرشيف جديد.
استولت دائرة الأوزان والمقاييس القياسية التي تشكلت عام 1869 على برج الجوهرة، حيث استخدمته لتخزين واختبار الأوزان والمقاييس الرسمية. بارتفاع وتيرة حركة المرور في لندن، أصبح البرج غير مناسب لهذا العمل، وبحلول عام 1938، تخلت عنه الدائرة لصالح منشآت أخرى. عام 1948، وضع المبنى تحت رعاية وزارة الأشغال، حيث تم إصلاح الأضرار التي لحقت بالبرج خلال الحرب العالمية الثانية، واستعيد مظهر البرج على نحو واسع، وتطهير المنطقة المحيطة به، وفتح البرج للزيارة السياح. في القرن الحادي والعشرين، أصبح البرج بإدراة هيئة التراث الإنجليزي، حيث يزوره سنوياً نحو 30,000 زائرٍ.

## وصلات خارجية
- Jewel Tower page on English Heritage's official site